# Liste der brasilianischen Botschafter in Bulgarien
Die brasilianische Botschaft befindet sich in der булевард „Княз Ал. Дондуков-Корсаков“ 54-Б in Sofia.
Seit 1994 ist der Botschafter in Sofia regelmäßig auch bei der Regierung in Skopje akkreditiert.
| Ernannt       | Name                                   | Bemerkungen                                      | ernannt während der Regierung von | akkreditiert während der Regierung von | Posten verlassen |
| ------------- | -------------------------------------- | ------------------------------------------------ | --------------------------------- | -------------------------------------- | ---------------- |
| 20. März 1963 | Luiz de Almeida Nogueira               | Geschäftsträger                                  | João Goulart                      | Todor Schiwkow                         |                  |
| 4. Juli 1963  | Armando Brata Rui Barbosa              |                                                  | João Goulart                      | Todor Schiwkow                         |                  |
| 31. Aug. 1966 | Luiz de Almeida Nogueira Porto         |                                                  | Humberto Castelo Branco           | Todor Schiwkow                         |                  |
| 11. Dez. 1970 | Carlos Fernando Lequi Lobo             |                                                  | Emílio Garrastazu Médici          | Todor Schiwkow                         |                  |
| 15. Okt. 1974 | Fernando Paulo Simas Magalhães         |                                                  | Ernesto Geisel                    | Stanko Todorow                         | 11. Jan. 1975    |
| 12. Jan. 1975 | Sérgio Caldas Mercador Abi-Sad         | Geschäftsträger                                  | Ernesto Geisel                    | Stanko Todorow                         | 18. Jan. 1975    |
| 19. Jan. 1975 | Fernando Paulo Simas Magalhães         |                                                  | Ernesto Geisel                    | Stanko Todorow                         | 15. Juni 1975    |
| 16. Juni 1975 | Sérgio Caldas Mercador Abi-Sad         | Geschäftsträger                                  | Ernesto Geisel                    | Stanko Todorow                         | 23. Juni 1975    |
| 24. Juni 1975 | Fernando Paulo Simas Magalhães         |                                                  | Ernesto Geisel                    | Stanko Todorow                         | 26. Okt. 1975    |
| 27. Okt. 1975 | Sérgio Luiz Pereira Bezerra Cavalcanti | Geschäftsträger                                  | Ernesto Geisel                    | Stanko Todorow                         | 31. Dez. 1975    |
| 27. Juni 1978 | Carlos Alberto Pereira Pinto           |                                                  | Ernesto Geisel                    | Stanko Todorow                         |                  |
| 25. März 1986 | Antonio Fantinato Neto                 |                                                  | José Sarney                       | Georgi Atanassow                       |                  |
| 6. Okt. 1988  | Guy Marie de Castro Brandâo            |                                                  | José Sarney                       | Georgi Atanassow                       | 1. Feb. 1989     |
| 18. Aug. 1994 | Carlos Lusilde Hildebrand              |                                                  | Itamar Franco                     | Reneta Indschowa                       |                  |
| 15. Juni 1998 | Carlos Pessoa Pardellas                |                                                  | Fernando Henrique Cardoso         | Iwan Kostow                            |                  |
| Juni 1999     | Carlos Luzilde Hildebrandt             |                                                  | Fernando Henrique Cardoso         | Iwan Kostow                            |                  |
| 13. Mai 2002  | Jose Augusto Lindgren Alves            |                                                  | Fernando Henrique Cardoso         | Simeon Sakskoburggotski                | 17. Aug. 2005    |
| 30. Juni 2006 | Paulo Américo Veiga Wolowski           | auch bei der Regierung in Sarajevo akkreditiert. | Luiz Inácio Lula da Silva         | Sergei Stanischew                      |                  |
| 11. Aug. 2010 | Washington Luis Pereira de Sousa Neto  |                                                  | Luiz Inácio Lula da Silva         | Bojko Borissow                         |                  |